# La casa de las palomas
Pour plus de détails, voir Fiche technique et Distribution.
La casa de las palomas (italien : Un solo grande amore) est un drame psychologique et érotique italo-espagnol réalisé par Claudio Guerín et sorti en 1972.

## Synopsis
Sandra Rubio est une étudiante de dix-sept ans qui fréquente un internat pour religieuses et vit dans la ville de sa mère Alexandra. La mère est veuve mais toujours belle et courtisée par Fabrizio, qui se présente comme un playboy, mais la femme ne lui fait pas beaucoup confiance. En fait, l'homme cache beaucoup de choses sur sa vie privée et commence à jouer un double jeu jusqu'à tisser secrètement une relation sexuelle avec la jeune Sandra. Fabrizio et Sandro se voit régulièrement dans « la casa de las palomas », mais quand elle découvre ce manège, la réaction d'Alexandra est terrible.

## Fiche technique
- Titre italien : Un solo grande amore[1]
- Titre original espagnol : La casa de las palomas[2]
- Réalisateur : Claudio Guerín
- Scénario : Giovanni Simonelli (it), Claudio Guerín, Leonardo Martín
- Photographie : Fernando Arribas
- Montage : Antonio Ramírez de Loaysa
- Musique : Francesco De Masi
- Production : Robert Ausnit, Leonardo Martín
- Sociétés de production : International Apollo Films, Star Films S.A
- Pays de production :  Espagne -  Italie
- Langue originale : espagnol
- Format : couleurs
- Durée : 93 minutes
- Genre : drame psychologique et érotique
- Date de sortie :
  - Espagne : 21 février 1972 (Madrid) ; 24 mars 1972 (Barcelone)
  - Italie : 24 août 1973 (Milan)

## Distribution
- Ornella Muti - Sandra
- Lucia Bosè - Alexandra
- Glen Lee - Fabrizio
- Carmen de Lirio - Marilú
- Caterina Boratto - Virginia
- Luis Dávila - Enrique
- Blanca Sendino
- Concha Goyanes - María
- Kiti Mánver - Elisa
- Fernando Sánchez Polack - serviteur de Fernando
- Juana Azorín